# Rebecca Liljeberg
Rebecca Liljeberg, née le 13 mai 1981 à Nykvarn est une actrice suédoise.

## Biographie
Elle est née à Nykvarn, une commune située à environ 40 km au sud-ouest de Stockholm et déménagea de nombreuses fois en Suède durant son enfance. La mère de Rebecca était jeune à sa naissance et ses parents divorcèrent quand elle n'avait qu'un an. À l'âge de 9 ans (1991), elle commença sa carrière d'actrice en remportant un rôle dans la série Sunes jul. Entre 1993 et 1997, elle s'investit dans le théâtre amateur, ce qu'elle continua malgré l'obtention d'un rôle dans le film Närkontakt fin 1997. Néanmoins, l'année suivante, elle remporte le premier rôle dans le film à succès Fucking Åmål, de Lukas Moodysson. Ainsi, elle quitta le lycée pour prendre le rôle qui lui valut finalement le Guldbagge Award de la meilleure actrice avec Alexandra Dahlström.
Après ses rôles dans Fucking Åmål et Sherdil, Rebecca commença une formation continue afin de finir ses études secondaires. Pendant qu'elle étudiait, elle joua également dans un film ayant eu un relatif succès, Le Baiser de l'ours  et fut la voix d'un personnage dans la version suédoise d'un film IMAX T-Rex: Back to the Cretaceous. En 2002, elle achève sa formation secondaire continue et étudie ensuite la médecine au Karolinska Institut pour devenir pédiatre.

Elle a écrit une tribune semi-régulière pour le journal suédois Svenska Dagbladet durant un certain temps.
Elle vit actuellement à Stockholm avec son conjoint Alexander Skepp. Ils ont deux enfants : Harry Theodor né en juin 2002 et Vera née le 1er janvier 2005. Elle a exprimé le souhait de retravailler avec le réalisateur Lukas Moodysson à l'avenir.

## Filmographie
- 1991 : Sunes jul (série)
- 1997 : Närkontakt, dans le rôle de Nina
- 1998 : Längtans blåa blomma (série)
- 1998 : Fucking Åmål, dans le rôle d'Agnes Ahlberg (sorti en France en 2000)
- 1998 : Lithivm
- 1999 : Där regnbågen slutar, dans le rôle de Sandra
- 1999 : Sherdil, dans le rôle de Sanna
- 2000 : Skärgårdsdoktorn
- 2000 : Födelsedagen, dans le rôle de Sandra
- 2000 : Eva & Adam
- 2002 : Bear's Kiss (Le Baiser de l'ours sorti en 2003 en France), dans le rôle de Lola.

## Distinctions
- Prix Guldbagge 1999 : meilleure actrice conjointement avec Alexandra Dahlström pour Fucking Åmål